# 3OH!3
3OH!3 (izgovarati "three oh three") je američki electropop i rock sastav kojeg su u Boulderu, Coloradu osnovali Sean Foreman i Nathaniel Motte. Postali su poznati nakon objavljivanja singla "Don't Trust Me" s albuma Want koji je na top ljestvici Billboard Hot 100 debitirao na sedmom mjestu. Njihov drugi singl "Starstrukk" zajedno s Katy Perry ušao je u top deset u Ujedinjenom Kraljevstvu, Irskoj, Finskoj, Poljskoj i Australiji. Treći studijski album Streets of Gold su objavili 2010. godine. Album je na top ljestvici Billboard 200 debitirao na broju sedam.

## Diskografija
- 3OH!3 (2007.)
- Want (2008.)
- Streets of Gold (2010.)
- Omens (2013.)
- Night Sports (2016.)

## Vanjske poveznice
- Službena stranica
- 3OH!3 na Twitteru
- 3OH!3 na MySpaceu
- 3OH!3  Arhivirana inačica izvorne stranice od 26. rujna 2011. (Wayback Machine) na MTV